# Melite

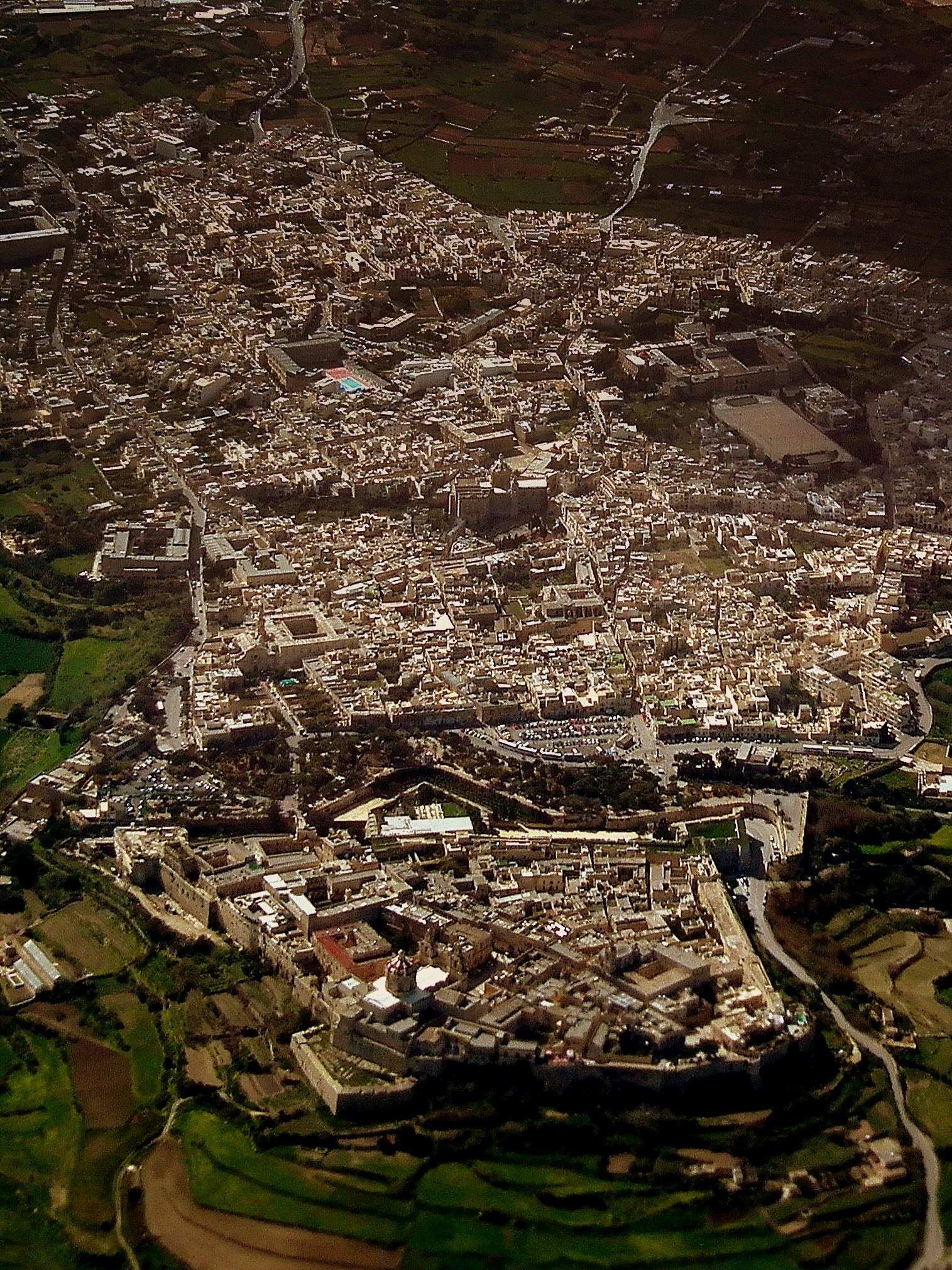
Melite leżała na miejscu współczesnej Mdiny (dół) i Rabatu (góra)

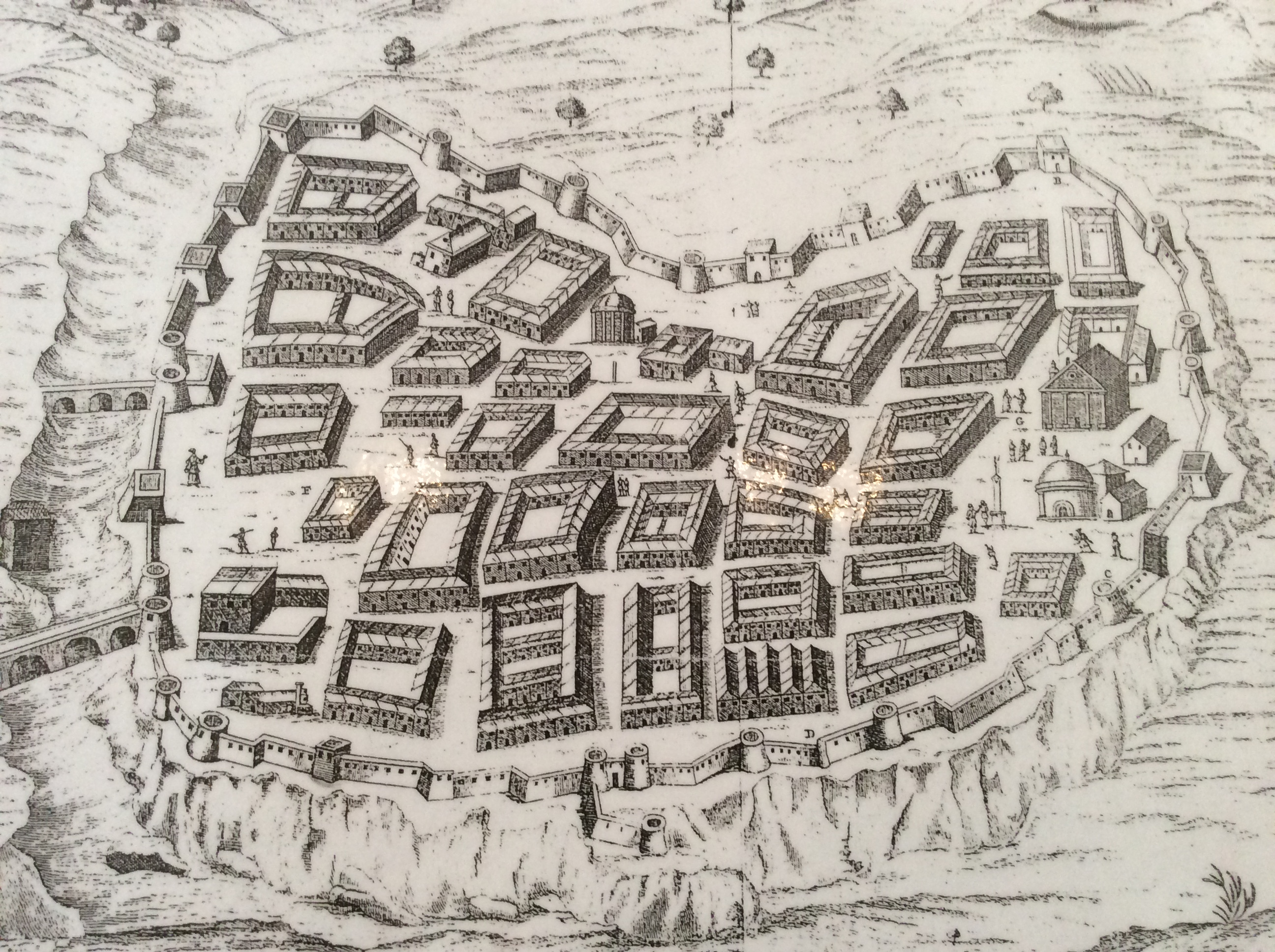
W dużym stopniu przypuszczalna mapa Melite, wydrukowana w roku 1647

Melite lub Melita (stgr. Μελίτη) – starożytne miasto leżące na miejscu dzisiejszej Mdiny i Rabatu na Malcie. Jego historia zaczęła się od miejsca osiedlenia w epoce brązu, które rozrosło się w punickie miasto nazywane Maleth, będące administracyjnym centrum wyspy. W roku 218 p.n.e. miasto przypadło Republice rzymskiej, i pozostało częścią najpierw Imperium Rzymskiego, a następnie bizantyńskiego do roku 870 n.e., kiedy zostało zajęte i zniszczone przez Aghlabidów. Miasto zostało następnie odbudowane i nazwane Medina, dając początek współczesnej Mdinie. Pozostawało stolicą Malty do roku 1530.
Do dzisiaj przetrwało jedynie kilka pozostałości punicko-rzymskiego miasta. Najbardziej pokaźnymi z nich są ruiny Domvs Romana, w których znaleziono kilka dobrze zachowanych mozaik i statuetek. Odkopanych zostało kilka rozproszonych pozostałości innych budynków oraz części murów miejskich, lecz nie przetrwały żadne widoczne ślady po świątyniach, kościołach czy innych budynkach publicznych, tak licznych w tym mieście.

## Rządy punicko-rzymskie

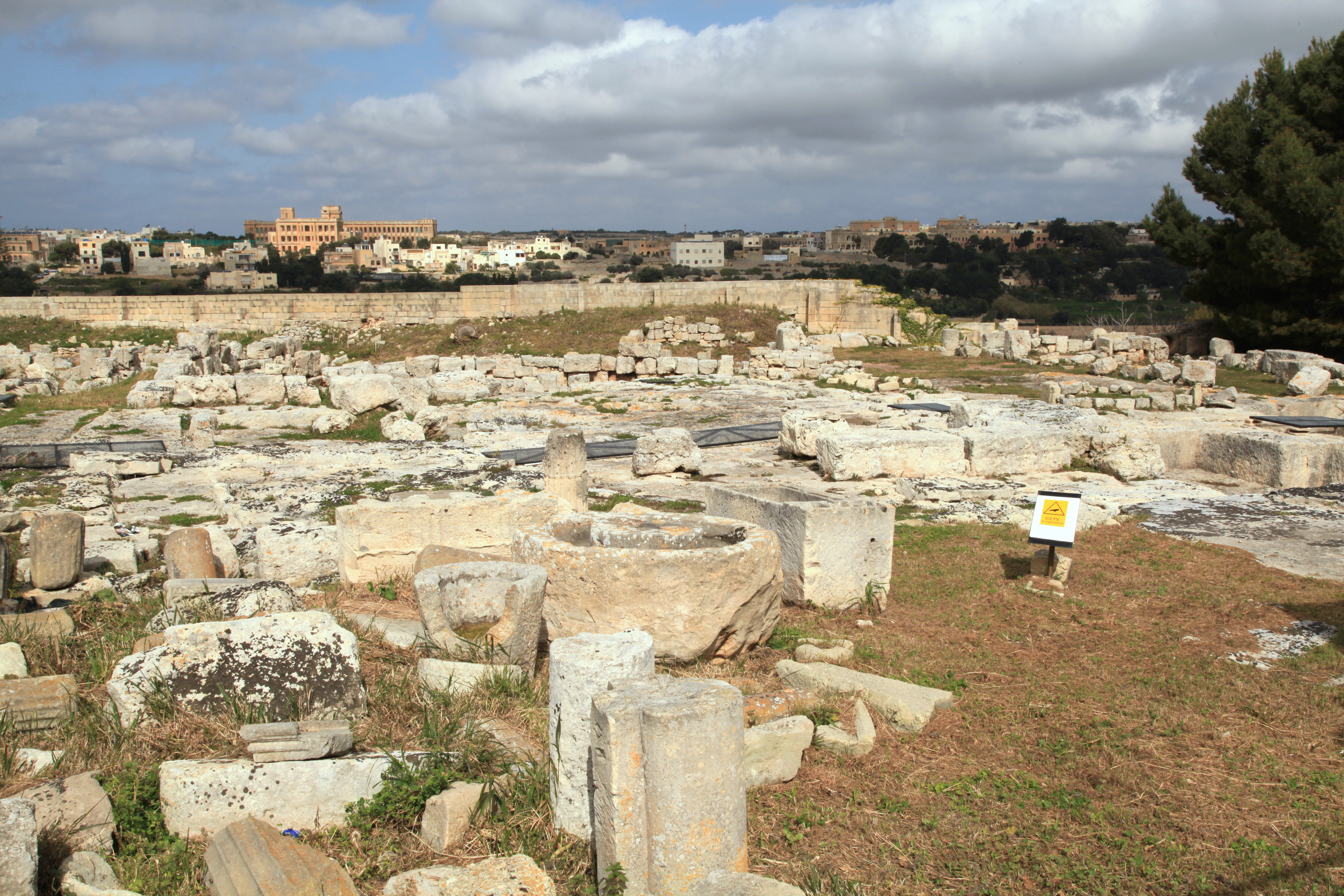
Ruiny Domvs Romana, jedna z niewielu zachowanych pozostałości Melite

Melite była ulokowana na ważnym strategicznie plateau, na wzniesieniu w północnej części Malty. Miejsce to było zasiedlone od czasów prehistorycznych, i od epoki brązu było to miejsce schronienia z powodu jego naturalnych warunków obronnych. Wkrótce po kolonizacji wyspy około VIII wieku p.n.e. Fenicjanie założyli miasto Maleth. W dzisiejszym Rabacie, w miejscu, które mogło leżeć poza murami Maleth, odkrytych zostało kilka punickich grobowców.
Rzymskie rządy na Malcie ustanowione zostały na wczesnym etapie II wojny punickiej. W roku 218 p.n.e. rzymski konsul Tyberiusz Semproniusz Longus przypłynął wraz ze swoją flotą z Sycylii do Melite, a kartagiński dowódca Hamiclar poddał się bez większego oporu. Następnie wyspa została przyłączona do rzymskiej prowincji Sycylii, a Maleth zaczęło być znane jako Melite. Miasto uważano za schronienie, dalekie od polityki Rzymu.
Podczas wczesnej okupacji rzymskiej Melite miała, jak inne miasta na Sycylii, np. Messana (dziś Mesyna), czy Tauromenium (dziś Taormina), status foederata civitas. Jego mieszkańcy byli uważani za „sojuszników” (łac. socii), nie zaś podbitych ludzi, więc zachowali swoje prawa i mogli wybijać własne monety. Chociaż wprowadzono język łaciński i rzymską religię, punicka kultura oraz język przetrwały na Malcie przynajmniej do I wieku n.e. W końcu Melite otrzymała status municypium, uzyskując takie same prawa, jak inne miasta rzymskie.
Jak mówią Dzieje Apostolskie, kiedy w roku 60 n.e. statek, na którym płynął do Rzymu Apostoł Paweł, rozbił się u brzegów wyspy zwanej Melite, ten ostatni przywitany został przez gubernatora Melite Publiusza i uzdrowił jego chorego ojca. Jak podaje tradycja, ludność Melite nawróciła się na chrześcijaństwo, a Publiusz przypuszczalnie został pierwszym biskupem Malty, a później biskupem Aten, zanim w roku 112 zmarł śmiercią męczeńską.
Bardzo niewiele wiadomo na temat wyglądu miasta, gdyż niedużo jego pozostałości się zachowało. Było otoczone grubymi murami i fosą, kilka cmentarzy ulokowanych było na zewnątrz miasta. Według tradycji, katedra w Mdinie została zbudowana na miejscu rezydencji gubernatora Publiusza, gdzie św. Paweł uzdrowił jego ojca. Miasto posiadało teatr, świątynia Apollina stała nieopodal. Miała czterokolumnowy portyk, mur tworzący część podium świątyni wciąż istnieje, schowany pod nawierzchnią dzisiejszej Triq Villegaignon.
Na wzgórzu Mtarfy, poza murami Melite, stała świątynia Prozerpiny. Z tej świątyni przetrwał jedynie fragment marmurowej kolumny oraz część punickiego gzymsu, lecz jej istnienie jest znane z inskrypcji Chrestiona, odkrytej w roku 1613, mówiącej o odnowieniu świątyni za panowania cesarza Oktawiana Augusta. Na miejscu świątyni stoi dziś statua św. Mikołaja.

## Rządy Bizancjum i zniszczenie miasta
W roku 535 wyspy maltańskie przyłączone zostały do bizantyńskiej prowincji Sycylii. Melite pozostała administracyjnym centrum wyspy, lecz niewiele wiadomo o dziejach miasta w okresie bizantyńskim. Mogła zostać wtedy zbudowana struktura obronna, która zredukowała Melite do wielkości dzisiejszej Mdiny, jednej trzeciej wielkości punicko-rzymskiego miasta. Śródszaniec został prawdopodobnie zbudowany około VIII wieku, by przeciwstawić się rosnącemu zagrożeniu muzułmańskiemu, chociaż mógł być również zbudowany później, około wieku XI, przez Arabów. Niezależnie od tego, kiedy go budowano, nowe mury zostały najprawdopodobniej zbudowane z kamienia uzyskanego ze zburzonych budynków antycznego miasta.

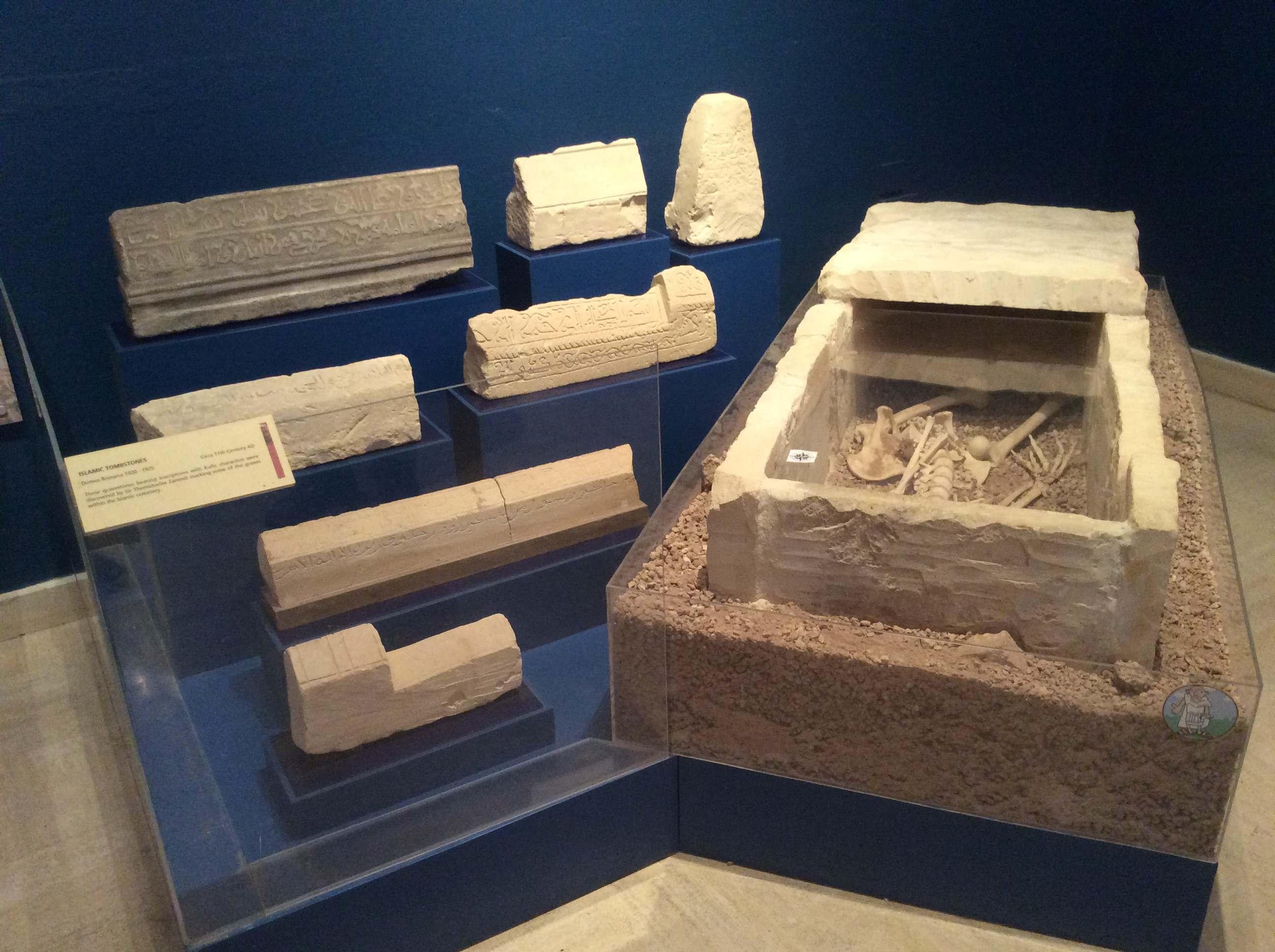
Sarkofag i wapienne nagrobki z muzułmańskiego cmentarza założonego w XI wieku na ruinach Domvs Romana

Melite została zdobyta i zburzona przez Aghlabidów w roku 870. Jak podaje Al-Himyarī, w tym czasie miasto było rządzone przez bizantyńskiego gubernatora Amrosa (prawdopodobnie Ambrosiosa). Czas oblężenia nie jest znany, lecz musiało ono trwać kilka tygodni lub nawet miesięcy. Siły Aghlabidów były dowodzone przez inżyniera Halafa al-Hādima, który stracił życie w bitwie. Z Sycylii przysłany został wtedy nowy wali, aby kontynuował oblężenie. Po jakimś czasie Melite upadła pod naporem najeźdźców, mieszkańcy zostali wymordowani, kościoły złupione, a miasto zniszczone. Marmury z kościołów Melite posłużyły do budowy zamku w Susie w dzisiejszej Tunezji.
Według relacji Al-Himyarīego, wyspa pozostała prawie bezludna, aż do zasiedlenia jej w roku 1048 lub 1049 przez muzułmanów i ich niewolników, którzy na miejscu Melite zbudowali osadę nazwaną Medina, tworząc ją „świetniejszym miejscem, niż było poprzednio”. W latach 1053–1054 Bizantyńczycy próbowali odbić miasto, lecz zostali odparci przez obrońców. Jednakże archeologiczne dowody sugerują, że miasto było kwitnącą muzułmańską osadą już na początku XI wieku, więc relacja Al-Himyarīego może być niewiarygodna w tym aspekcie.
Miasto Medina, później nazwane w języku maltańskim Mdina, było miastem stołecznym przez okres Średniowiecza aż do roku 1530, kiedy Zakon św. Jana ustanowił swoją siedzibę w Birgu. Miasto było następnie znane jako Città Vecchia (Stare Miasto) lub Città Notabile (Szlachetne Miasto). Było rozlegle odbudowywane przez wieki, z ostatnim dużym projektem budowlanym w latach 20. XVIII wieku, kiedy jego fortyfikacje zostały unowocześnione i zbudowano wiele budynków publicznych.

## Pozostałości

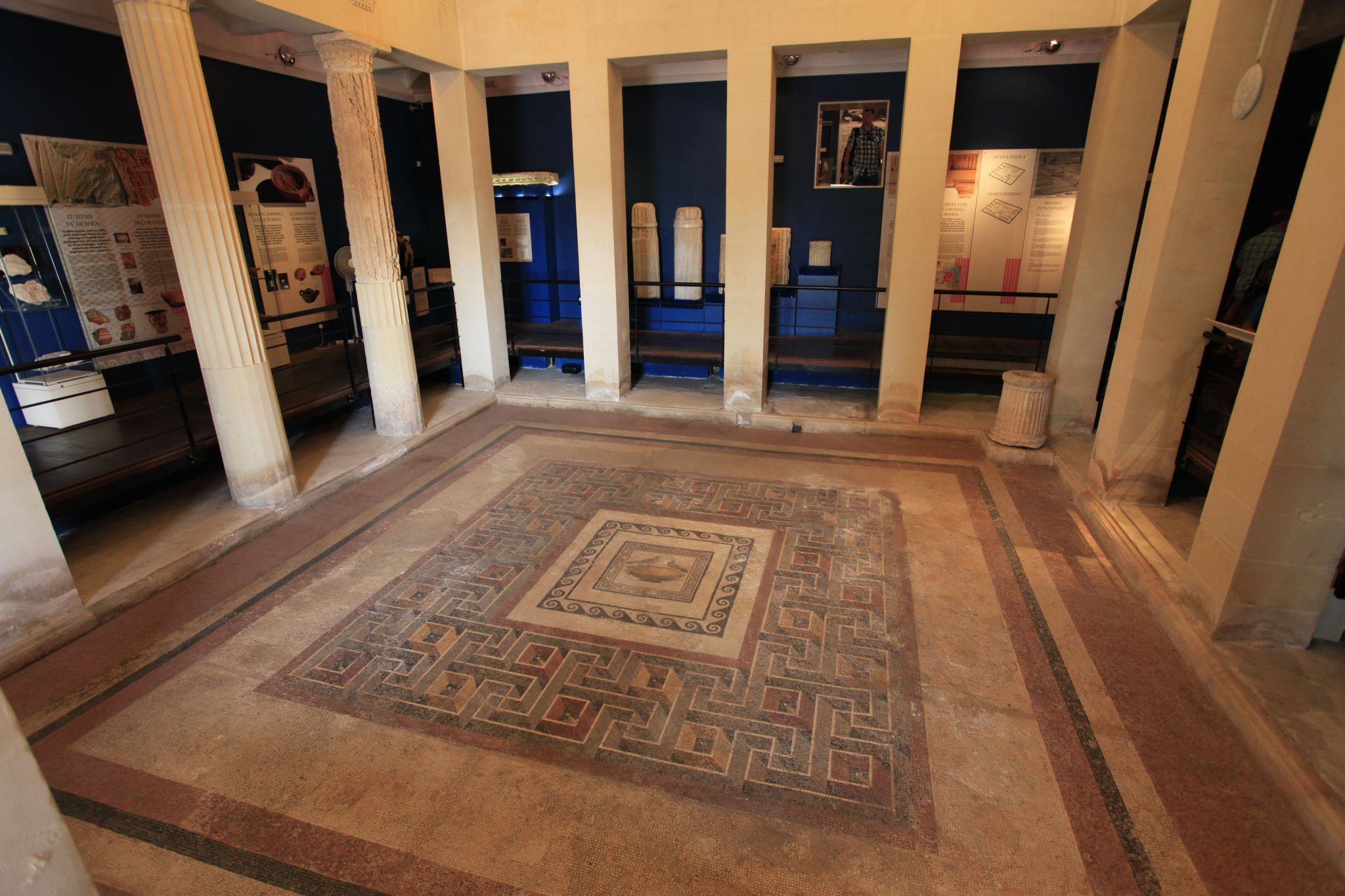
Domvs Romana – mozaika w perystylu

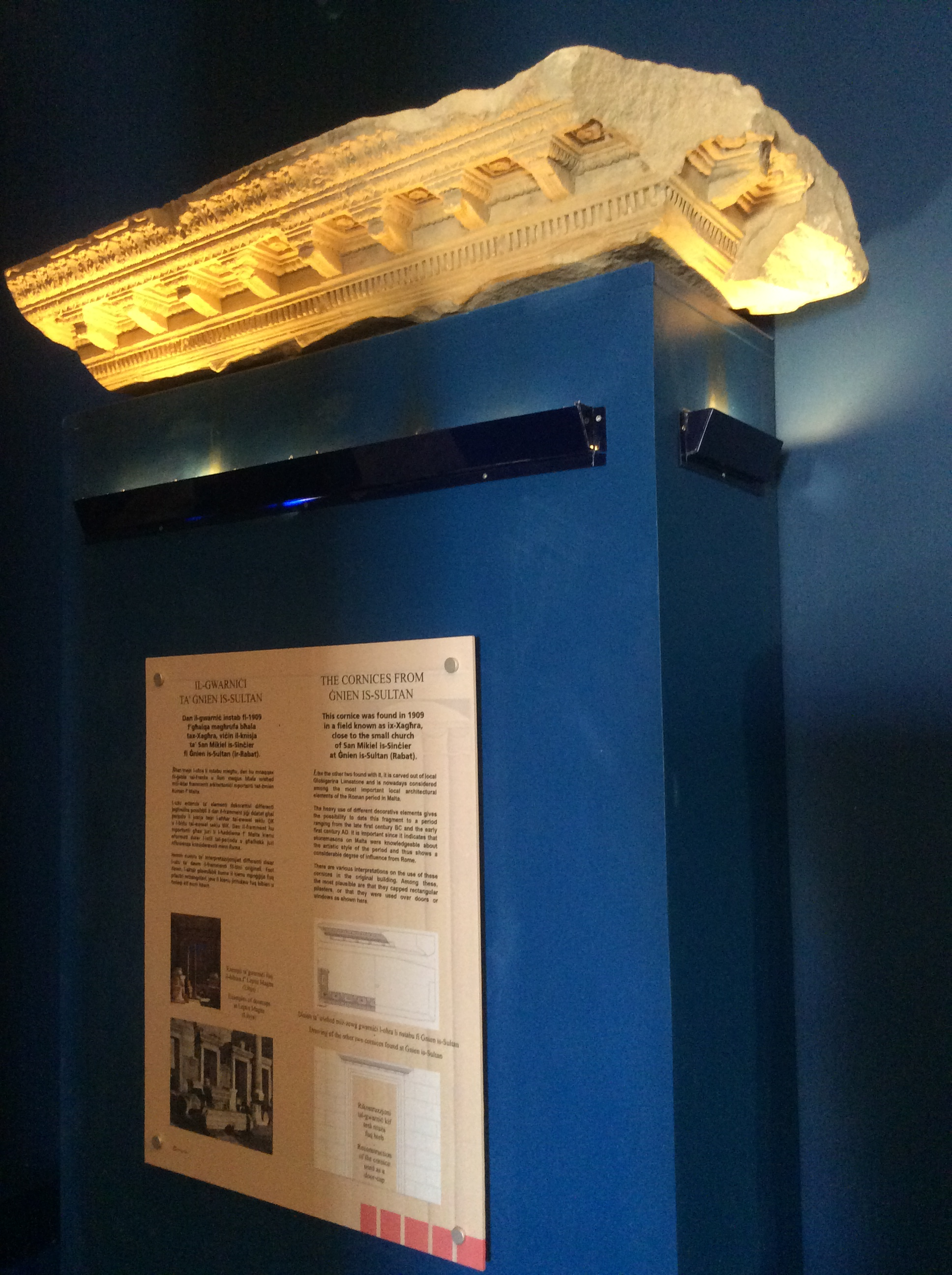
Rzymski gzyms, znaleziony w Ġnien is-Sultan w Rabacie, uważany za jedną z najbardziej wyszukanych rzymskich pozostałości na Malcie

Według relacji Giovanniego Abeli, w połowie XVII wieku wciąż można było spotkać wiele architektonicznych fragmentów z Melite. Od późnych lat wieku XVII aż po wiek XIX niektóre marmurowe kolumny i inne pozostałości ze świątyń Apollina i Prozerpiny, oraz innych budynków w Melicie, zostało wziętych i przerobionych na elementy dekoracyjne różnych budynków i kościołów, w tym katedry św. Pawła w Mdinie, Groty św. Pawła w Rabacie oraz kościoła Franciszkanów, kościoła Dusz Wszystkich, Auberge d'Italie i Castellanii w Valletcie.
Niewiele pozostałości po Melite istnieje do dzisiaj, nie zachowały się żadne znaczące ruiny miejskich świątyń, bazylik czy łuków triumfalnych. Najważniejszą pozostałością jest Domvs Romana, dom miejski, datowany na I wiek p.n.e., który został opuszczony w II wieku n.e. W XI wieku na jego ruinach powstał muzułmański cmentarz, pozostałości zostały przypadkowo odkryte w roku 1881. Dalsze wykopaliska ujawniły fundamenty domu oraz dobrze zachowane mozaiki i rzeźby. Całość jest teraz otwarta dla publiczności jako muzeum, prowadzone przez Heritage Malta.

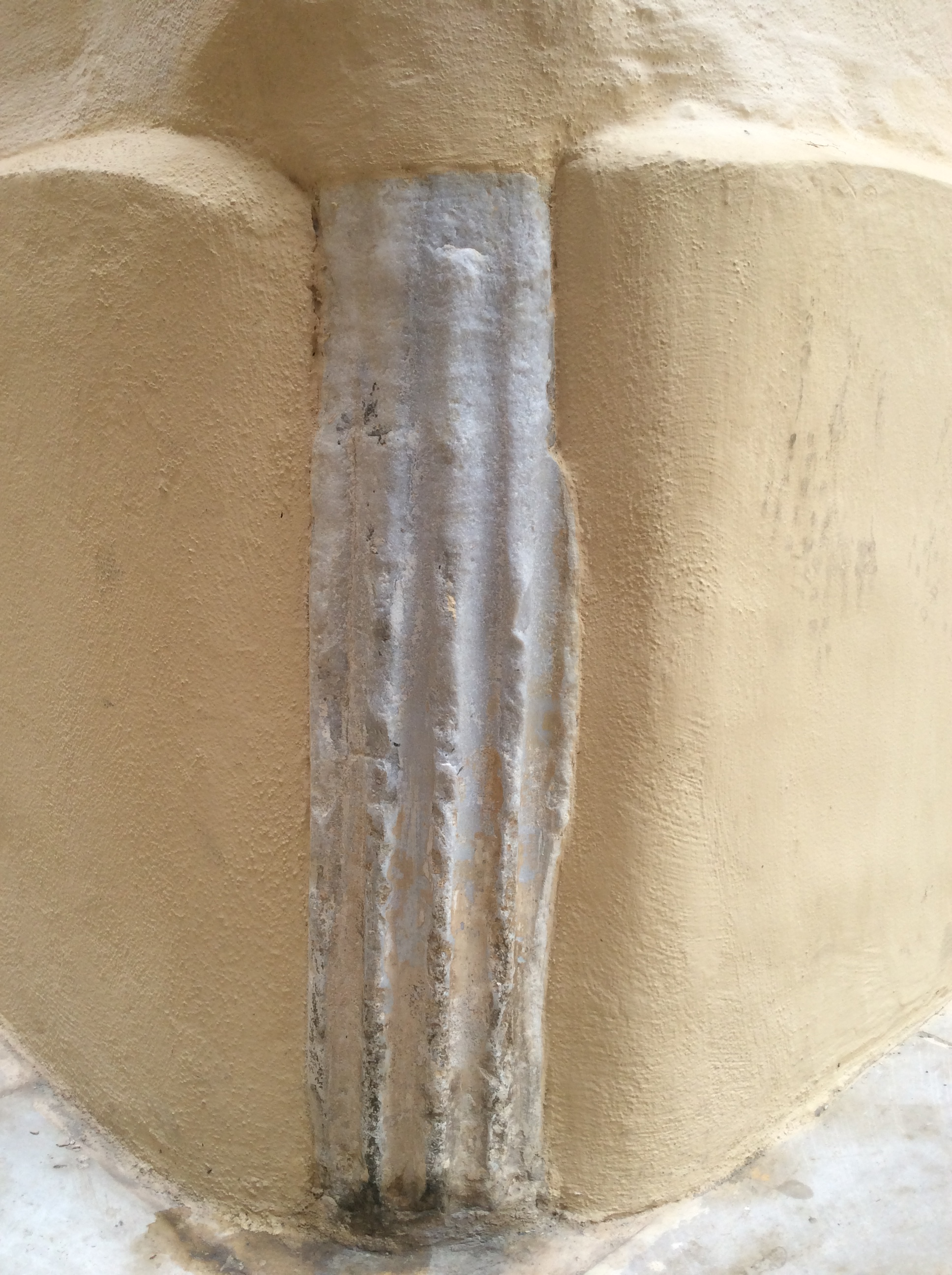
Wtórne wykorzystanie rzymskiej kolumny – część fasady Palazzo Falson

Pozostałości bramy miejskiej lub wieży w ciągu murów Melite odkryte zostały w Saqqajja we współczesnym Rabacie, około 5 metrów poniżej aktualnego poziomu ulicy. Część, długiej na 700 metrów, fosy miejskiej przetrwała pod dzisiejszą Triq San Rita i kościołem św. Pawła. Wysoka na trzy warstwy dolna część fundamentów punicko-rzymskich murów obronnych, zawierająca nienaruszone ciosane bloki kamienne, została odsłonięta w roku 2010 podczas wykopalisk przy Magazine Curtain w zachodniej części Mdiny. Jedynymi innymi pozostałościami antycznych murów obronnych są punicko-rzymskie bloki kamienne, wykorzystane wtórnie w okresie średniowiecznym (mur koło Greeks Gate) oraz bloki odkryte podczas wykopalisk na Triq Inguanez i w Xara Palace.

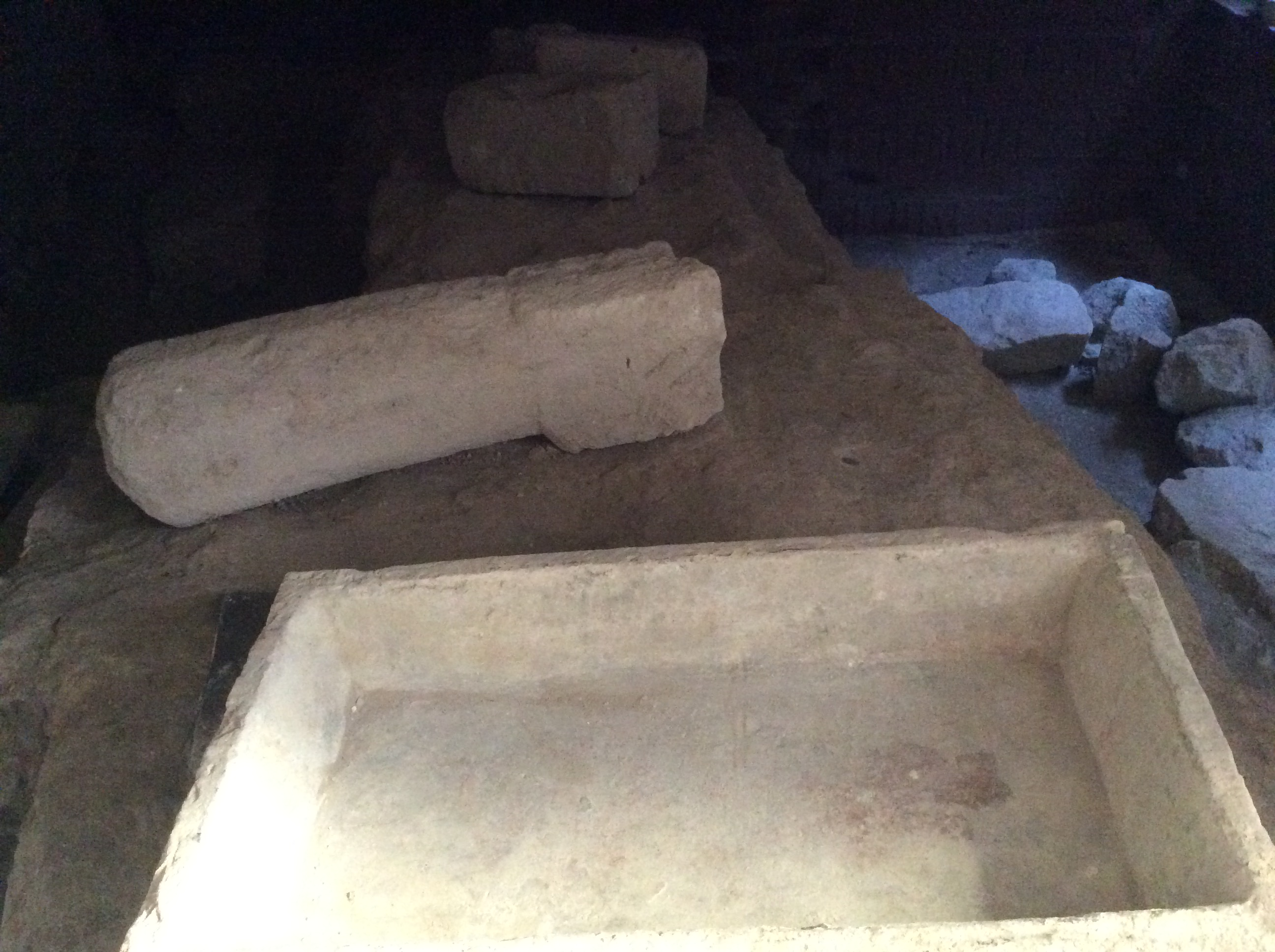
Rzymskie pozostałości w Palazzo Castelletti w Rabacie

Odcinki rzymskiej drogi, cysterny, kanały i inne pozostałości znalezione zostały pod Palazzo Castelletti w Rabacie. Znaleziono też inskrypcje, głowice kolumn i inne pozostałości architektoniczne z antycznej Melite; zostały one zabezpieczone i są teraz eksponowane w muzeum Domvs Romana, muzeum katedralnym w Mdinie lub w kolekcjach prywatnych. W roku 2002 odkryto też część podium świątyni Apollina. Wciąż okazjonalnie, podczas prac budowlanych w Mdinie czy Rabacie, znajdowane są pozostałości innych starożytnych budynków, jak też ceramika, monety i inne artefakty z epoki brązu czy okresu punicko-rzymskiego.
W Rabacie natrafiono również na małą statuetkę egipskiej bogini Izydy oraz część wymyślnego gzymsu.
W mieście tym odkrytych zostało też wiele katakumb, razem z pewną liczbą, tak punickich, jak i rzymskich grobowców. Pierwotnie znajdowały się one zaraz za murami Melite.

## Dziedzictwo
Miasto Melite dało swoją nazwę głównej wyspie Malcie i w konsekwencji całemu państwu.

## Literatura
- T. Zammit. A Decorative Marble Slab Discovered Lately at Notabile - Malta. „Bulletin of the Museum”. 1 (4), s. 156–157, 1934. (ang.).
- A. Calcutt. Malta in Classical Times. „The Classical Journal”. 6 (04). s. 16–30. (ang.).
- E. Coleiro. A Greek Inscription found in Malta. „The Classical Journal”. 6 (05). s. 31–32. (ang.).
- Bernard Vassallo: Many ancient remains lie underneath old Roman parts of Rabat. [w:] Times of Malta [on-line]. 2015-12-20. [zarchiwizowane z tego adresu (2017-02-02)]. (ang.).
- The four curiosities of Rabat. [w:] Times of Malta [on-line]. 2016-02-12. [zarchiwizowane z tego adresu (2017-02-02)]. (ang.).
- Fiona Galea Debono: Traces of Bronze Age settlement unearthed in Rabat. [w:] Times of Malta [on-line]. 2006-10-31. [dostęp 2021-07-13]. [zarchiwizowane z tego adresu (2016-08-10)]. (ang.).
- Roman wall and Arab period remains at Santa Margerita Cemetery. [w:] The Malta Independent [on-line]. 2004-11-29. [zarchiwizowane z tego adresu (2017-11-18)]. (ang.).
- Philip Leone Ganado: Roman wall and ditch discovered; melite was about 1.5 kilometres squared. [w:] Times of Malta [on-line]. 2017-03-28. [zarchiwizowane z tego adresu (2017-06-19)]. (ang.).
- Mary Attard: Four curiosities in Rabat – Bizantine aqueduct. [w:] Times of Malta [on-line]. 2013-07-21. [zarchiwizowane z tego adresu (2017-02-06)]. (ang.).